# 小行星8417
小行星8417（英語：8417 Lancetaylor）是一颗围绕太阳公转的小行星。1996年11月7日，圓舘金、渡邊和郎在北见发现了此天体。
这颗小行星的绝对星等为26.82798等。